# Ethanol
Ethanol (mimo chemii dle PČP etanol) nebo ethylalkohol (obecně alkohol, hovorově špiritus) je druhý nejnižší alkohol. Jde o bezbarvou kapalinu ostré, ale ve zředění příjemné alkoholové vůně, která je základní součástí alkoholických nápojů. Je snadno zápalný, a proto je klasifikován jako hořlavina 1. třídy.
Jako součást alkoholických nápojů je ethanol užíván jako droga – rekreační omamná psychoaktivní látka (OPL), nejen v ČR legální a společensky akceptovaná, ovšem s vysokým počtem na ní závislých lidí (viz alkoholismus).
Působení ethanolu závisí kromě jiného na tom, jak je lidský organismus zvyklý ethanol přijímat, a na celkové tělesné hmotnosti konzumenta. Proto je optimální dávkování relativní. V malé dávce způsobuje ethanol krátkodobou euforii a pocit uvolnění, ve větší dávce zhoršuje koordinaci pohybů (působením na mozeček), snižuje reaktivitu, snižuje vnímavost, tlumí rozumové schopnosti, vyvolává depresi, agresivitu atd. Viz níže stať „Účinek na lidský organismus“.
Alkohol působí synergicky na receptorech GABA, což je právě příčinou „opilosti“, zejména sedací a pocity bezstarostnosti, v menší míře i euforie.[zdroj?] Významnější vliv na lidské tělo a psychiku má metabolit acetaldehyd a kyselina octová. Ethanol ve formě alkoholických nápojů je konzumován po tisíce let.

## Terminologie

### Dle Českého lékopisu
- Ethanolum 60%	(spiritus dilutus, spiritus vini dilutus)
- Ethanolum 85%	(spiritus concentratus)
- Ethanolum 96%	(spiritus 96%, líh 96%)
- Ethanolum anhydricum (spiritus absolutus, bezvodý líh)

### Obecná
- líh koncentrovaný – 95–96 %
- líh absolutní – 99,4 %[3]

## Příprava
Největší část produkce ethanolu se připravuje z jednoduchých sacharidů (cukrů) alkoholovým kvašením působením různých druhů kvasinek, především různých šlechtěných kmenů druhu Saccharomyces cerevisiae. Používá se k tomu jak cukerného roztoku (o maximální koncentraci 20 %), tak přímo přírodních surovin obsahujících sacharidy (např. brambory, cukrová třtina). Kvasný proces probíhá podle sumární rovnice
C6H12O6 → 2 C2H5OH + 2 CO2.
Kvalita takto získaného ethanolu je závislá na výchozí surovině. Kvašením vzniká zápara, tj. velmi zředěný vodný roztok ethanolu (maximálně 15%), který vždy obsahuje nežádoucí příměsi, tzv. přiboudliny, zejména vyšší alkoholy (propan-1-ol a isopropylalkohol), vícesytné alkoholy (glycerol), ketony (aceton) aj. Čištění se provádí na výkonných destilačních kolonách, přičemž lze získat tzv. azeotropní alkohol, obsahující 95,57 % ethanolu a 4,43 % vody. Zbytek vody lze odstranit destilací s bezvodým síranem vápenatým nebo oxidem vápenatým, které vodu vážou, nebo dlouhodobým působením hygroskopických látek, jako např. bezvodého uhličitanu draselného (potaše) nebo bezvodého síranu měďnatého (modré skalice). Těmito postupy lze získat ethanol o čistotě až 99,9 %, tzv. absolutní alkohol. Jinou metodou získávání co nejčistšího ethanolu je tzv. azeotropická metoda, spočívající v destilaci s přídavkem benzínu nebo benzenu, kterou lze získat produkt o čistotě až 99,7 %.
Synteticky se ethanol připravuje katalytickou hydratací ethenu (etylenu)
CH2=CH2 + H2O → C2H5OH
Jako katalyzátor se používá kyselina trihydrogenfosforečná na oxidu křemičitém. Takto připravený ethanol má mnohem méně nečistot než kvasný a je tedy kvalitnější.
Další způsob syntetické přípravy spočívá v katalytické hydrogenaci acetaldehydu, který může být průmyslově vyráběn hydratací acetylenu:
HC≡CH + H2 + H2O → CH3–CHO,
CH3–CHO + H2 → CH3–CH2OH.

## Vlastnosti

Prostorový model molekuly ethanolu

Prostorovou geometrii molekuly ethanolu znázorňuje obrázek vlevo. I když je v molekule zachována volná otáčivost podle σ-vazeb mezi uhlíkovými atomy i mezi uhlíkem a kyslíkem, zaujímá konformaci, při které nejsou atomy vodíku na sousedních atomech uhlíku, resp. kyslíku navzájem v zákrytu.
Vzhledem k přítomnosti hydroxylové skupiny OH v molekule, jejíž vodíkový atom může vytvářet vodíkovou vazbu s kyslíkovým atomem jiné molekuly ethanolu, je bod varu této látky vyšší, než by se dalo očekávat vzhledem k jeho molekulové hmotnosti (78,3 °C místo předpokládaných −42 °C u nepolárních látek, jako je stejně hmotný propan, nebo −24 °C u polárních látek bez vodíkových můstků, jako je dimethylether).
Protože vazby C–O i O–H jsou polární, je i molekula ethanolu polární. Proto se rozpouští jen špatně v nepolárních rozpouštědlech; s polárními rozpouštědly (např. s vodou) se většinou mísí neomezeně. S vodou vytváří tzv. azeotropickou směs, která obsahuje 95,57 hmotnostních procent ethanolu a která za normálního tlaku (1013 hPa) vře při 78,1 °C, přičemž složení plynné a kapalné fáze je stejné. Proto se směs tohoto složení již nedá další destilací rozdělit.

### Chemické reakce ethanolu
Samotný ethanol je látka poměrně reaktivní, zvlášť bouřlivě reaguje s alkalickými kovy (sodíkem nebo draslíkem). Obecné schéma reakce ethanolu s kovem vypadá takto:
ethanol + kov → ethoxid (ethanolát) + vodík.
Reakce ethanolu se sodíkem probíhá následujícím způsobem:
2 C2H5OH + 2 Na → 2 C2H5ONa + H2.
Produktem této reakce je unikající vodík a ethoxid sodný (ethanolát sodný). Při reakci s draslíkem by analogicky vznikl ethoxid draselný atp.
Ethoxidy jsou silně bazické a působením vody se rozkládají zpět na ethanol a hydroxid příslušného alkalického kovu, např.
C2H5ONa + H2O → C2H5OH + NaOH.
Působením oxidačních činidel (např. manganistanu draselného) se ethanol oxiduje nejprve na acetaldehyd
2 CH3CH2OH + O2 → 2 CH3CH=O + 2 H2O
další šetrnou oxidací se oxiduje až na kyselinu octovou
CH3CH=O + O → CH3COOH.
Přeměna ethanolu na kyselinu octovou probíhá také působením mikroorganismů, zejména rodu Acetobacter (tzv. octové kvašení, např. při výrobě octa z vína). Postupná oxidace ethanolu je také podstatou jeho odbourávání z těla po konzumaci; jedovatý meziprodukt acetaldehyd je jednou z příčin kocoviny po nadměrném požití alkoholu.
Přímá reakce s kyslíkem může probíhat také bouřlivě jako hoření, při kterém se ethanol oxiduje až na oxid uhličitý a vodu za vývoje značného množství tepla:
CH3CH2OH + 3 O2 → 2 CO2 + 3 H2O.
Působením halogenovodíků na ethanol dochází k náhradě hydroxylové skupiny příslušným halogenovým atomem; např. účinkem bromovodíku vzniká bromethan (etyhylbromid). Tato reakce může probíhat buď přímo
C2H5OH + HBr → C2H5Br + H2O,
nebo působením směsi bromidu draselného a koncentrované kyseliny sírové
C2H5OH + KBr + H2SO4 → C2H5Br + H2O + KHSO4.
Uvedená reakce však nemusí končit vznikem ethylbromidu, neboť ten může reagovat s další molekulou ethanolu za vzniku diethyletheru
C2H5Br + C2H5OH → CH3CH2–O–CH2CH3 + HBr.
Podobně vzniká diethylether i působením jiných silných anorganických kyselin, např. kyseliny sírové, kyseliny fosforečné, kyseliny chlorovodíkové nebo některých hydrogensolí, jako hydrogensíranu draselného aj.
Působením halogenidů karboxylových kyselin na ethanol vznikají estery ethanolu a příslušné organické kyseliny. Například reakcí s acetylchloridem vzniká ethylacetát
C2H5OH + CH3COCl → CH3COOCH2CH3 + HCl.
Za přítomnosti kyseliny sírové, která váže vznikající vodu, mohou vznikat estery ethanolu  i přímou reakcí s karboxylovými kyselinami, například s kyselinou octovou
C2H5OH + CH3COOH → CH3COOCH2CH3 + H2O.
Za přítomnosti niklových katalyzátorů a zvýšené teploty 150–220 °C vzniká směs ethylaminů
CH3CH2OH + NH3 → CH3CH2NH2 + H2O ,
CH3CH2OH + CH3CH2NH2 → (CH3CH2)2NH + H2O,
CH3CH2OH + (CH3CH2)2NH → (CH3CH2) 3N + H2O.
Katalytickým odštěpením molekuly vody z ethanolu vzniká ethen, nejjednodušší zástupce alkenů
CH3–CH2OH → CH2=CH2 + H2O.

## Použití
Nejznámějším použitím ethanolu je výroba alkoholických nápojů. Také se používá ke zlepšení výkonu spalovacích motorů jako přídavek do pohonných hmot. V lékařství a farmacii se používá jako rozpouštědlo (např. jodu, tím vzniká tzv. jodová tinktura), na extrakci nebo čištění drog a léčivých látek, při přípravě některých kapalných přípravků pro vnitřní i vnější použití (při požití je třeba dát pozor a bezprostředně poté neřídit motorová vozidla) a k desinfekci neporaněné kůže. V oblasti kosmetiky se uplatňuje při výrobě deodorantů. Své místo má i při výrobě čisticích prostředků, např. Okeny.
V chemickém průmyslu se používá jako surovina, zejména při výrobě dalších organických sloučenin:
- kyseliny octové
- ethenu
- diethyletheru
- ethylacetátu
- ethylakrylátu
- ethylaminu
- diethylaminu
- triethylaminu aj.

### Ethanol jako palivo
Ethanol je vysoce hodnotné biopalivo pro spalovací motory. Má antidetonační vlastnosti. Jeho nedostatkem je schopnost vázat vodu a působit tak korozi motoru, což lze odstranit přidáním vhodných aditiv (antikorozních přípravků).

## Metabolismus

Okamžité a dlouhodobé účinky konzumace alkoholu

### Vstřebávání
Ethanol se dostává do organismu nejčastěji trávicí soustavou, po požití alkoholických nápojů. Vstřebávání alkoholu je možné v celé trávicí soustavě. K prvnímu vstřebávání dochází už v dutině ústní, nejvíce se však vstřebává v tenkém střevě.

### Hladina v krvi
Hladina ethanolu v krvi závisí na: a) množství požité látky, b) tělesné hmotnosti, c) rychlosti absorpce, d) rychlosti detoxikace.[zdroj?] Eliminace (biotransformace) alkoholu probíhá zhruba kinetikou nultého řádu, rychlostí asi 1 g/10 kg tělesné váhy za hodinu. Hladina klesá cca o 0,15 ‰ za 1 hodinu. K detoxikaci 100 g alkoholu obsažených asi v jednom litru vína, kdy hladina dosáhne přibližně 2,2 ‰, je nutných zhruba 13 hodin.
Pro přibližné určení hladiny etanolu v krvi lze použít vzorec:
požitý alkohol v gramech / (tělesná hmotnost muže × 0,68, nebo tělesná hmotnost ženy × 0,55) = promile etanolu v krvi
Fyziologická hranice etanolu v krvi je 0,03–0,1 promile. Hodnoty 0,3–0,5 promile svědčí o požití alkoholického nápoje a v rozmezí 0,5–1,0 promile se jedná o podnapilost. 1,0–1,5 promile znamená mírný stupeň opilosti, 1,5–2,0 promile pak střední stupeň opilosti s jasnými klinickými příznaky, 2,0–3,0 promile je hodnoceno jako těžký stupeň opilosti a při hodnotách vyšších než 3,0 promile hovoříme o akutní otravě alkoholem.

### Detoxifikace
Oxidace ethanolu probíhá v játrech ve dvou stupních. V prvém je oxidován na acetaldehyd, ve druhém pak acetaldehyd na kyselinu octovou. První proces katalyzuje alkoholdehydrogenáza, druhý aldehyddehydrogenáza.
Samotný alkohol je metabolizován během hodin až dne, ale určité metabolity zůstávají déle. Některé lze používat pro odhalení dlouhodobého příjmu ethanolu. Neoxidativním štěpením etanolu na etylglukuronid se zpracovává v těle méně než 0,1 % ethanolu. Ale právě množství etylglukuronidu je přímo úměrné množství zmetabolizovaného ethanolu, což z něj dělá vynikající indikátor. Přítomnost etyglukuronidu v moči indikuje požití ethanolu v průběhu posledních 3–4 dní. Již jsou k dispozici testovací soupravy a testovací proužky. Delší období (měsíce) lze pokrýt vyšetřením etylglukuronidu ve vlasech. Zde je však potřeba chromatografie a vyšetření je mnohem časově i finančně náročnější.
Přímým působením ethanolu na jaterní buňky dochází k uvolnění enzymu gama-glutamyltransferázy, jehož zvýšená hladina rovněž potvrzuje dlouhodobý nebo masivní příjem ethanolu.

## Účinek na lidský organismus

### Obecně
Oficiální materiály Světové zdravotnické organizace uvádějí, že alkohol způsobil v roce 2012 celosvětově 5,9 % úmrtí, tj. kolem 3,3 miliónů úmrtí ročně. V Evropě je podíl alkoholu na celkové úmrtnosti dokonce 13,3 %. Ve střední a východní Evropě je to ještě více než v západní Evropě. K tomuto závěru dospěli autoři i po odečtení možných pozitivních účinků alkoholu, které někteří odborníci zpochybňují. Alkohol se podílí na vzniku více než 200 různých chorob. Úmrtnost způsobená alkoholem souvisí zejména s nádorovými onemocněními, onemocněními srdce, úmyslnými i neúmyslnými poraněními, onemocněními trávicího systému infekcemi.
Alkoholické nápoje se vyznačují různě vysokým obsahem ethanolu (zjednodušeně nazývaného alkohol). Jejich požití způsobuje v menších dávkách (v závislosti na metabolismu jedince) uvolnění a euforické stavy, ve větších dávkách útlum, nevolnost až otravu.
Alkohol je omamná látka obsažená v některých nápojích. U člověka způsobuje změny ve vnímání a chování. Alkohol je návykový (tělo si na něj zvykne a vyžaduje ho víc a víc) a může vyvolat alkoholovou závislost, proto ho řadíme mezi drogy.
Ve vztahu k alkoholu je možné být abstinentem, pít alkohol uměřeně, rizikově, škodlivě nebo být na alkoholu závislý. Největší část zdravotních škod připadá na osoby, které alkohol pijí škodlivě, a to s ohledem na jejich vysoký počet.
Alkohol oslabuje imunitu, narušuje REM-fázi spánku a spánek tak fakticky znehodnocuje. Stres mírní pouze zdánlivě, protože zvýšení tepové frekvence a zatížení jater a mozku stres ve skutečnosti zvyšuje. Rozšíření povrchových cév vede k tepelným ztrátám a při zranění může přispět k většímu krvácení. Nižší srážlivost krve (lidově naředění) při intoxikaci alkoholem zvyšuje riziko krvácení do trávicího systému a do mozku. Role antioxidantů v červeném vínu se přeceňuje, antioxidanty se nacházejí v mnoha druzích zeleniny a ovoce často ve větším množství.
Alkohol zhoršuje kognitivní funkce, poškozuje játra, vyvolává opilost a alkoholovou závislost, narušuje spánek, škodí osobám s vysokým tlakem, snižuje imunitu některých orgánů, zvyšuje pravděpodobnost rakoviny některých orgánů buď přímým drážděním (např. hltanu při konzumaci silných destilátů), nebo zanášením cizorodých látek (např. do tkáně prsu). Některé alkoholické nápoje mohou také obsahovat plísňové toxiny (nejčastěji pivo kvůli nízké kvalitě sladu), škodlivé produkty kvašení (např. nekvalitní destiláty) nebo zdraví neprospěšná aditiva (např. konzervační látky, chemické barvivo či aroma).

### Účinek na nervovou soustavu
Malé dávky způsobují euforii. Vysoké dávky ethanolu působí na centrální nervovou soustavu tlumivě, při těžší otravě dochází k bezvědomí a ohrožení života. Alkohol v mozku působí na četné receptorové systémy (GABA, glutamát, dopamin, serotonin, endorfin opiátové receptory). To zvyšuje jeho návykový potenciál.

## Příznaky otravy

### Akutní otrava
Účinky ethanolu při akutní intoxikaci (otravě) lze rozlišit podle stupně postižení do čtyř stadií; excitačního, narkotického, komatózního a alkoholového hypoglykemického kómatu.
- Excitační stadium je provázeno zvýšenou duševní a tělesnou aktivitou krátce po požití. Subjektivně se taková osoba cítí sebejistá, silná a spokojená. Dochází ke ztrátě kritičnosti a smyslu pro odpovědnost, je narušena koordinace pohybů a prodloužen reakční čas.
- Narkotické stadium se projeví vazodilatačními účinky, tj. překrvením a zčervenáním kůže zejména v obličeji. Chůze je vrávoravá, reakce pomalejší. Objevuje se dvojité vidění a závratě především při zavřených očích a vleže. Stoupá krevní tlak a puls. Může dojít ke zvracení a roste také objem močení (diuréza). Po předešlé euforii nastupuje významný útlum, lhostejnost a pasivita doprovázená ztrátou smyslu pro realitu.
- Kómatozní stadium nastupuje bezvědomím s úplným motorickým ochabnutím. Dýchání je hluboké a zpomalené (důsledkem je respirační acidóza). Při zvracení hrozí vdechnutí žaludečního obsahu a zástava dechu. Základní první pomocí je přetočení dýchajícího opilého do zotavovací polohy.
- Alkoholové hypoglykemické kóma je způsobeno výrazným hypoglykemizujícím účinkem ethanolu. Mechanismus je založen na inhibici glukoneogeneze (potlačení tvorby krevního cukru) z aminokyselin, kyseliny mléčné a glycerolu v játrech. Nejčastěji se vyskytuje u alkoholiků po abúzu (nadměrném užívání) na lačno. K projevům snížení hladiny krevního cukru dochází 4–12 hodin po skončení pití.

### Příznaky dlouhodobého působení

Častou příčinou cirhózy jater je právě alkoholismus. Mapa výskytu cirhózy ve světě (na 100 000 obyvatel), dle.

Při dlouhodobém a soustavném požívání etanolu dochází k řadě poruch, přičemž některé z nich se při abstinenci částečně nebo úplně zlepšují. Z orgánových změn jsou popsány cirhóza jater, záněty slinivky a jater, poruchy oběhové soustavy, (hypertenze, dysrytmie), může se vyskytovat neuromuskulární porucha svalů či nervů, v horším případě i nádory jater a žaludku, v těhotenství fetální alkoholový syndrom plodu. Psychicky může dlouhodobá konzumace alkoholu ve velkém množství vést k rozvoji demence.
Podle Světové zdravotnické organizace užívání alkoholu stálo život 3 miliony lidí v roce 2016. Více než tři čtvrtiny těchto úmrtí se týkaly mužů. 28% úmrtí způsobila zranění (nehody, násilí, apod.), 21% zažívací potíže, 19% kardiovaskulární nemoci a zbytek infekční choroby, rakoviny, mentální a ostatní onemocnění.

## Prevence a léčba škod působených alkoholem
Chan (2013) zdůrazňuje mimo jiné význam vysokého zdanění alkoholu a omezování jeho dostupnosti zejména pro děti a dospívající. Omezení hodin prodeje alkoholu v Austrálii vedlo k poklesu nočního násilí o 40 %. Zdvojnásobení spotřební daně z alkoholu sníží úmrtnost v důsledku pití alkoholu o 35 %, dopravní nehody pod vlivem alkoholu o 11 % a výskyt sexuálně přenosných chorob o 6 %. Rozhodnutí abstinovat od alkoholu je správné podporovat a respektovat (WHO, 2007)[zdroj?]. Reklama alkoholických nápojů a sponzorské aktivity alkoholového průmyslu by se měly zakázat nebo striktně omezit zákonem. Zejména by neměla reklama alkoholu působit na děti a dospívající. Důležitá je prevence škod působených alkoholem v dopravě; nulová tolerance alkoholu při řízení platí v 25 zemích. Je také třeba věnovat pozornost včasné pomoci lidem, kteří zneužívají alkohol nebo jsou na něm závislí, a jejich rodinám. Léčba by měla probíhat stupňovitě s ohledem na závažnost stavu. U škodlivého užívání často stačí svépomoc, např. použití svépomocného materiálu. U pokročilejších problémů se doporučuje docházet co nejčastěji na setkání Anonymních alkoholiků, vyhledat ambulantní léčbu ve specializovaném zařízení nebo se léčit pobytově. Kontakty na česká zařízení poskytující pobytovou léčbu závislosti na alkoholu viz http://drnespor.eu/Strizliv.doc
Anonymní alkoholici působí i v České republice.

## Záměna s methanolem
Ethanol je svým vzhledem a zápachem úplně stejný jako mnohem nebezpečnější methanol, proto hrozí jejich záměna. Oba alkoholy lze bezpečně rozlišit pouze laboratorně, v žádném případě není možné spolehnout se na zkoušku zapálením (více viz methanol). Smrtelná dávka se uvádí již od 0,1 gramu čistého methanolu na 1 kg hmotnosti člověka.
Přípustné množství methanolu v destilátech upravuje příslušné nařízení EU č. 1576/89. Příznaky otravy metanolem se objevují nejčastěji po 12–24 hodinách. Lehká otrava se projevuje slabostí, bolestí hlavy, zmateností, mohou se objevit poruchy barevného vidění, mlhavé vidění, nesnášenlivost světla, často nevolnost, zvracení, bolest břicha, průjem. Těžká otrava se může projevit poruchami vědomí, poruchami vidění až slepotou, selháním činnosti ledvin, jater, oběhového systému, metabolickým rozvratem až multiorgánovým selháním.
Ethanol působí jako protijed a zmírňuje tak následky otravy methanolem, v každém případě je však při podezření na otravu (poruchy vidění, silná nevolnost, upadání do bezvědomí) nutné vyhledat lékařskou pomoc.
Vzhledem k tomu, že biochemická podstata působení ethanolu na lidský organismus je obdobná jako u methanolu, ale je méně riziková, používá se ethanol jako protijed (antidotum) při otravách methanolem.